# Echinodictyum arenosum
Echinodictyum arenosum är en svampdjursart som beskrevs av Arthur Dendy 1896. Echinodictyum arenosum ingår i släktet Echinodictyum och familjen Raspailiidae.
Artens utbredningsområde är havet kring Australien. Inga underarter finns listade i Catalogue of Life.